# Пограничный столб из Кортоны

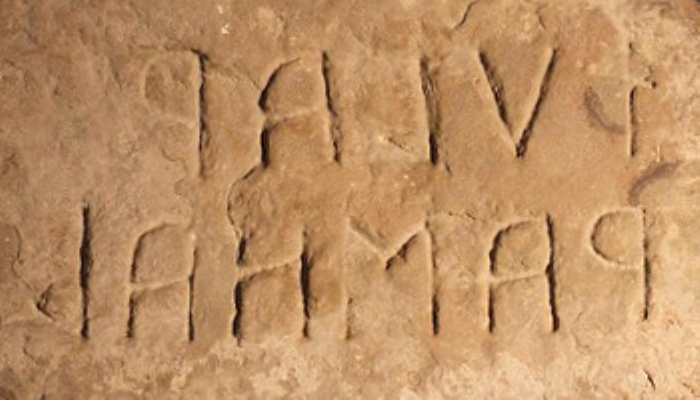
Часть столба с целой надписью

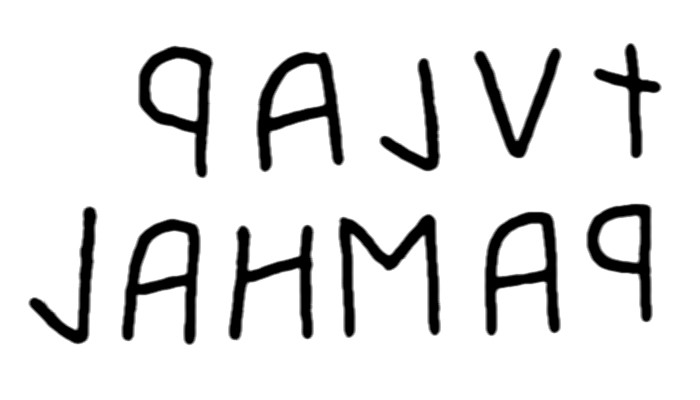
Прорисовка целой надписи

Пограничный столб из Кортоны (CIE 439, TLE 632, ET Co 8.1 + 8.2, CII 1044) — обломок каменной таблички из песчаника, найденный в окрестностях Кортоны и содержащий краткую этрусскую надпись, датируемую III или II веком до н. э.

## История
Столб был найден в начале XVIII века на территории поместья некоего Тадео Орселли в местности Кампаччо, что в 1,5 км от Кортоны к юго-востоку. В 1747 году столб перешёл Галеотто Ридольфини Корацци, а в 1826 году был передан в Лейденский музей, где находится и поныне. Датируется III или II веком до н. э.

## Надписи
Столб сделан из песчаника, его высота — 116 см, ширина — 60 см, толщина — 16 см. Содержит две надписи — одну полностью сохранившуюся, и одну фрагментарную. Целая надпись состоит из двух слов, каждое на отдельное строке — tular и raśnal. От второй надписи сохранились конечные буквы al и r, которые, предположительно, были частью идентичной надписи (tular raśnal). Некоторые исследователи ухитрялись прочесть больше букв на месте второй надписи, ular и śnal; впрочем, возможно, что раньше сохранность камня была лучше.
Считается, что слово tular означает «граница» или «пограничный камень». Известно по крайней мере 14 надписей с использованием этого слова, все они происходят с территории северо-восточной Этрурии (а также Спины) и датируются новоэтрусским периодом. Слово rasna, возможно, является самоназванием этрусков; схожее название, Rasenna, упоминает Дионисий Галикарнасский в I веке нашей эры. Отличие от названия, приводимого Дионисием, может объясняться выпадением безударных гласных, распространённым в новоэтрусском языке.
Таким образом, надпись традиционно переводится как «граница этрусков», и предполагается, что она обозначала этническую границу между Этрурией и Умбрией. Впрочем, многие исследователи не согласны с тем, что граница Этрурии могла пролегать так близко к Кортоне. В частности, Колонна предполагает, что столб отмечал не границу померия Кортоны и не границу Этрурии, а границу непосредственной области Кортоны (аналогичной Ager Romanus). Использование слова raśna он объясняет тем, что эта территория охватывала земли со всеми необходимыми ресурсами для поддержания жизни в городе и его защиты; таким образом, raśna обозначает людей (лат. populus), способных защищать город.